# Thuyền Tử Đức Thành

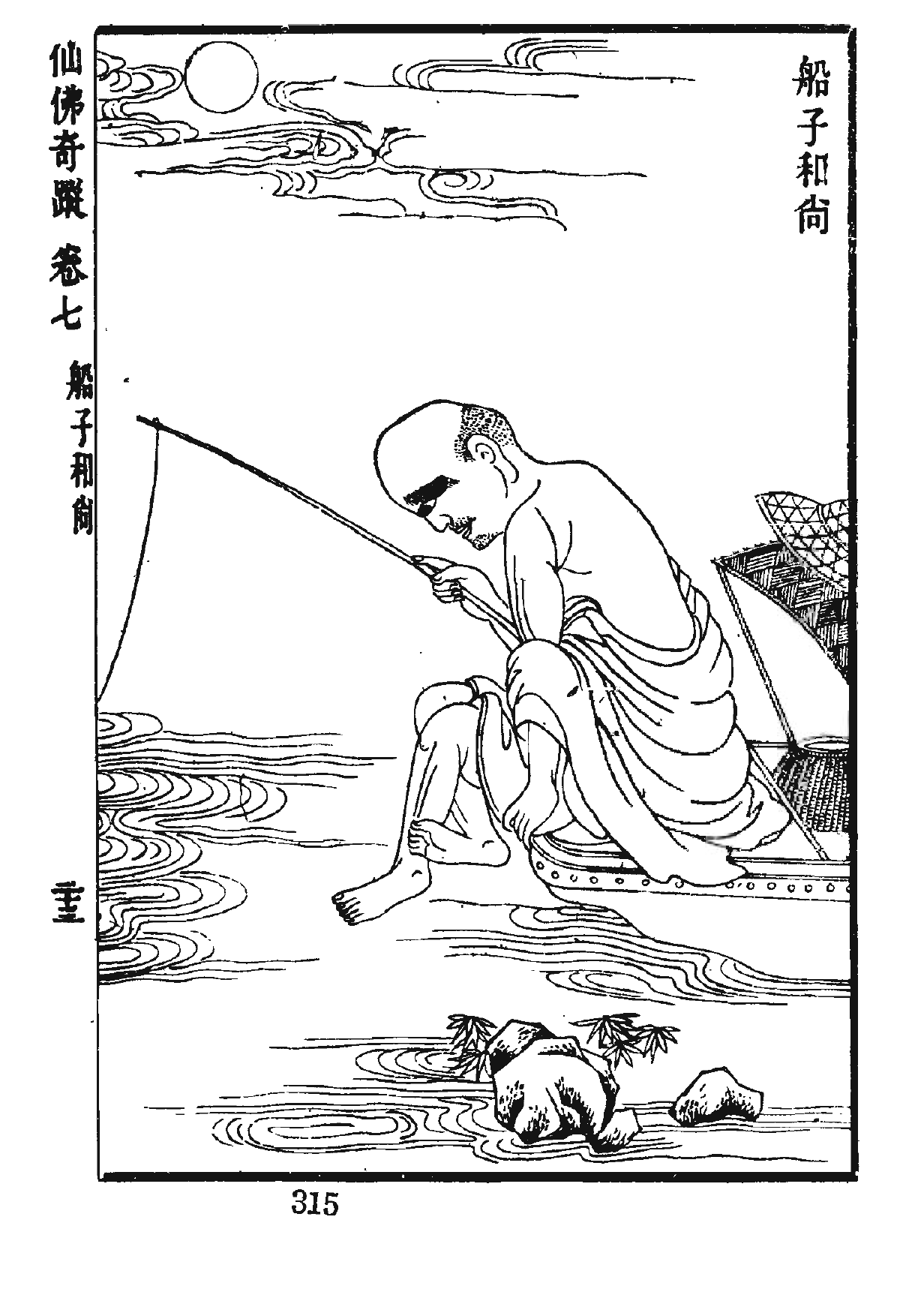
Thuyền Tử Đức Thành

Thuyền Tử Đức Thành (zh. chuánzǐ déchéng 船字德誠, ja. sensu tokujō), tk. 8-9, là Thiền sư Trung Quốc, sư đạt yếu chỉ nơi Thiền sưDược Sơn Duy Nghiễm. Sư chỉ có một người đệ tử ngộ đạo là Thiền sư Giáp Sơn Thiện Hội. Đời sau còn nhớ đến sư qua phong cách thị tịch kỳ lạ.

## Cơ duyên & hành trạng
Sư là người nhanh nhẹn và có tấm lòng độ lượng, làm bạn tham học cùng với hai thiền sư là Đạo Ngô Viên Trí và Vân Nham Đàm Thịnh.
Sau này sư đạt được yếu chỉ nơi Thiền sư Dược Sơn Duy Nhiễm, sư cùng hai vị tiễn biệt mỗi người đến một phương, sư dặn họ: Các ông nên y cứ mỗi người một phương, kiến lập tông chỉ của Dược Sơn. Tôi bản tính mộc mạc, chỉ thích sơn thủy, vui tình tự khiển, chẳng có được gì. Sau này biết chỗ của tôi ở, nếu gặp tọa chủ nào lanh lợi, chỉ một người lại, hoặc có thể dùi mài, trao cho y sở đắc một đời, để báo ơn cho tiên sư.
Sau đó, sư đến tại bến Hoa Đình, Ngô Giang, thả một chiếc thuyền nhỏ để đưa người qua sông, người đương thời gọi là Hòa thượng Thuyền Tử (Hòa thượng Chèo Thuyền)
Thiện Hội nhân được Thiền sư Đạo Ngô mách đến yết kiến Sư. Vừa thấy đến sư liền hỏi:
"Đại đức trụ trì nơi nào?"
Thiện Hội đáp: "Chùa tức chẳng trụ, trụ tức chẳng giống."
Sư hỏi: "Chẳng giống, giống cái gì?"
Thiện Hội đáp: "Chẳng có pháp trước mắt."
Sư hỏi: "Ở đâu học được nó?"
Thiện Hội trả lời: "Chẳng phải chỗ tai mắt đến."
Sư cười bảo: "Một câu dù lĩnh hội, muôn kiếp cọc cột lừa. Thả ngàn thước tơ ý đầm sâu, lìa lưỡi câu ba tấc, nói mau! Nói mau!"
Thiện Hội vừa mở miệng bị sư đánh một chèo té xuống nước.
Vừa mới leo lên thuyền sư lại thúc: "Nói mau! Nói mau!" Thiện Hội vừa mở miệng lại bị sư đánh. Thiện Hội hoát nhiên đại ngộ.
Sư căn dặn Thiện Hội: 
"Ngươi ra đi phải tìm chỗ ẩn thân mất dấu vết, chỗ mất dấu vết chớ ẩn thân. Ta ba mươi năm ở Dược Sơn chỉ sáng tỏ việc này. Nay ngươi đã được nó, sau chớ ở chỗ xóm làng thành thị, nên vào trong núi sâu bên cạnh đồng để tìm lấy trọn một cái, nửa cái còn lại không thể đoạn đứt."
Sau khi được ấn khả, Giáp Sơn từ giã ra đi mà cứ quay đầu lại nhìn mãi, sư bèn gọi: Xà-lê ! Sơn bèn quay đầu lại, sư cất mái chèo nói: Ông cho là còn có việc khác à?
Nói xong, sư lật úp thuyền xuống nước mà thị tịch.